# Ариобарзан (царь Понта)
Ариобарзан (др.-греч. Ἀριoβαρζάνης) — царь Понта, правивший в 266 до н. э. — ок. 250 до н. э.
Сын Митридата I. Важнейшим деянием Ариобарзана было окончательное присоединение города Амастриды, управлявшейся Эвменом, к Понтийскому царству. В союзе с галатами и Селевкидами Понтийское царство при Ариобарзане успешно воевало с Египтом, чей флот вошёл в Чёрное море в ходе 2-й Сирийской войны. Ариобарзану наследовал его сын — Митридат II.